# Franklin Engine Company
A Franklin Engine Company foi uma fabricante americana de motores aeronáuticos. Seus motores foram usados principalmente no mercado civil, tanto em projetos de asa fixa quanto de helicópteros. Foi brevemente direcionado para motores de automóveis como parte da Tucker Car Corporation, retornando à aviação quando aquela empresa faliu. A Franklin foi posteriormente adquirida pelo Governo da Polónia.

## Histórico
A empresa começou como H. H. Franklin Co. em 1902 em Syracuse, Nova Iorque, EUA, para produzir automóveis Franklin refrigerados a ar. Mal sobrevivendo à falência em 1933, a empresa foi comprada por um grupo de ex-funcionários e renomeada para "Aircooled Motors" em 1937. Enquanto a empresa manteve o nome de "Aircooled Motors", seus motores continuaram a ser comercializados sob o nome "Franklin". Os engenheiros Carl Doman e Ed Marks mantiveram a empresa viva durante a depressão, fabricando caminhões refrigerados a ar e motores industriais.
Durante a Segunda Guerra Mundial, a "Aircooled Motors" teve muito sucesso na produção de motores para helicópteros e aviões. Várias aeronaves utilizaram seus motores, incluindo o Aero-Flight Streak, o Bartlett Zephyr, o Bell 47, o Bellanca Cruisair, o Brantly B-1, o Goodyear Duck, o H-23 Raven, o Hiller 360, o Piper J-3F Cub, o Seibel S-4, o Sikorsky S-52, o Stinson Voyager, o Taylorcraft 15, o Temco TE-1B e o YT-35 Buckaroo.
A "Aircooled Motors" foi comprada pela Republic Aviation Company em 1945 para produzir motores para sua aeronave anfíbia leve Republic Seabee. Após a guerra, a demanda pelos motores caiu drasticamente e a Republic não tinha certeza do futuro da empresa.

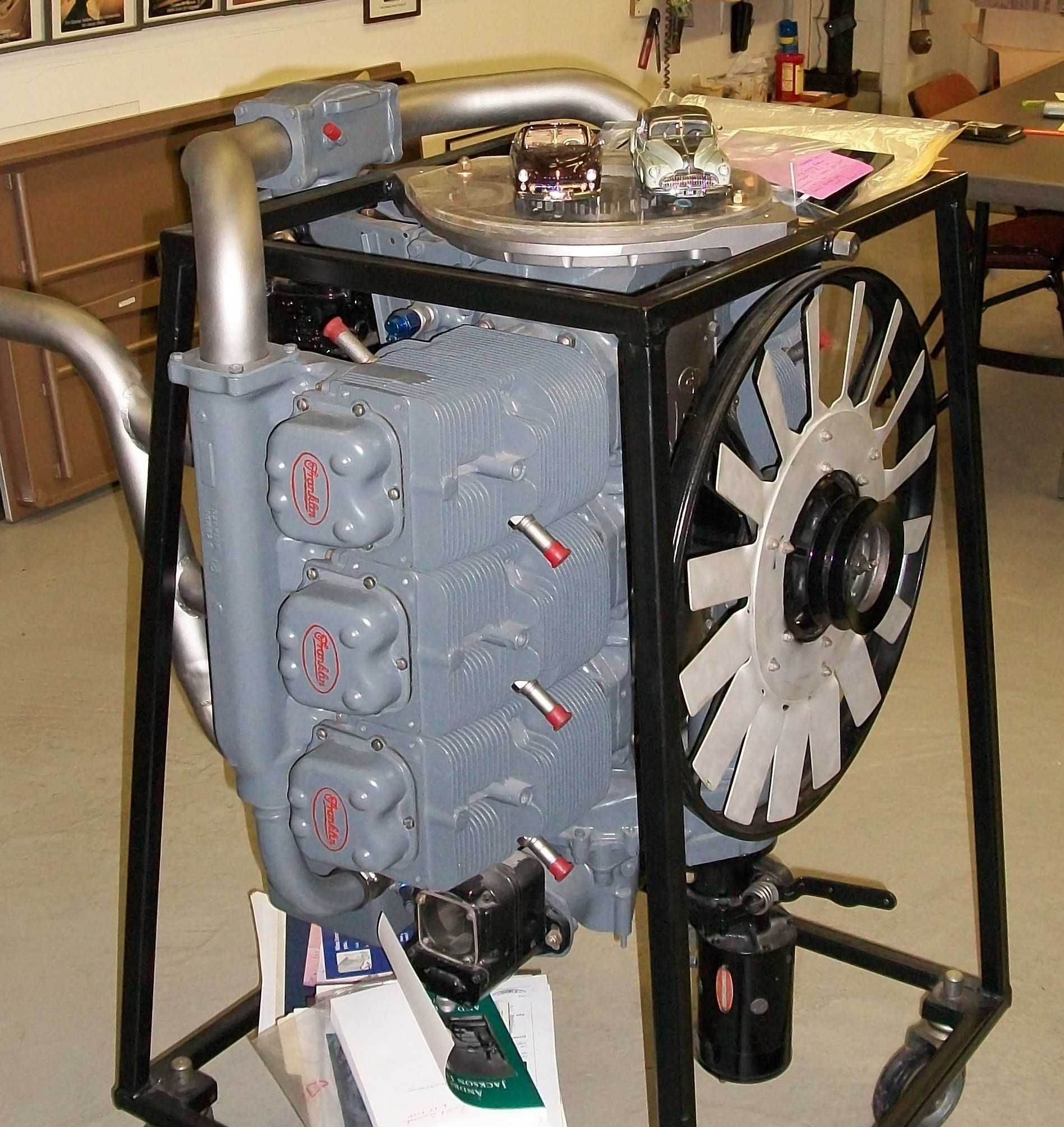
Um Franklin O-335.

Em 1947, a "Aircooled Motors" foi comprada pelo preço de US$ 1,8 milhões pela Tucker Car Corporation para produzir um motor para o Tucker Sedan 1948. Depois de comprar motores refrigerados a ar, Tucker cancelou todos os contratos de aeronaves da empresa para que seus recursos pudessem se concentrar na fabricação de motores automotivos para a Tucker Corporation. Este foi um evento significativo, uma vez que, no momento da compra de Tucker, a Aircooled Motors detinha mais de 65% dos contratos de produção de motores de aviação dos EUA no pós-guerra. Por esse motivo, quando a Tucker Car Corporation foi condenada em meio a alegações de fraude em ações, a Aircooled quase faliu.
Tucker e a família Tucker continuaram a ser proprietários da empresa até 1961, quando a família a vendeu para a Aero Industries, que restaurou o nome de "Franklin Engine Company".
Em 1975, o governo da Polônia comprou a empresa e a transferiu para Rzeszów, primeiro com o nome de PZL-Franklin e depois simplesmente PZL-F.
A empresa agora se chama "Franklin Aircraft Engines Sp. z o.o." com o endereço: "ul. Chełmińska 208 na cidade 86-300 de Grudziądz na Polônia". Na "Aero Friedrichshafen 2016", a empresa exibiu novos motores. As inovações incluem modificações no certificado de tipo do 6A-350; a homologação para "MOGAS" (tipo de gasolina), bem como a injeção de combustível que está pendente na EASA.

## Produtos

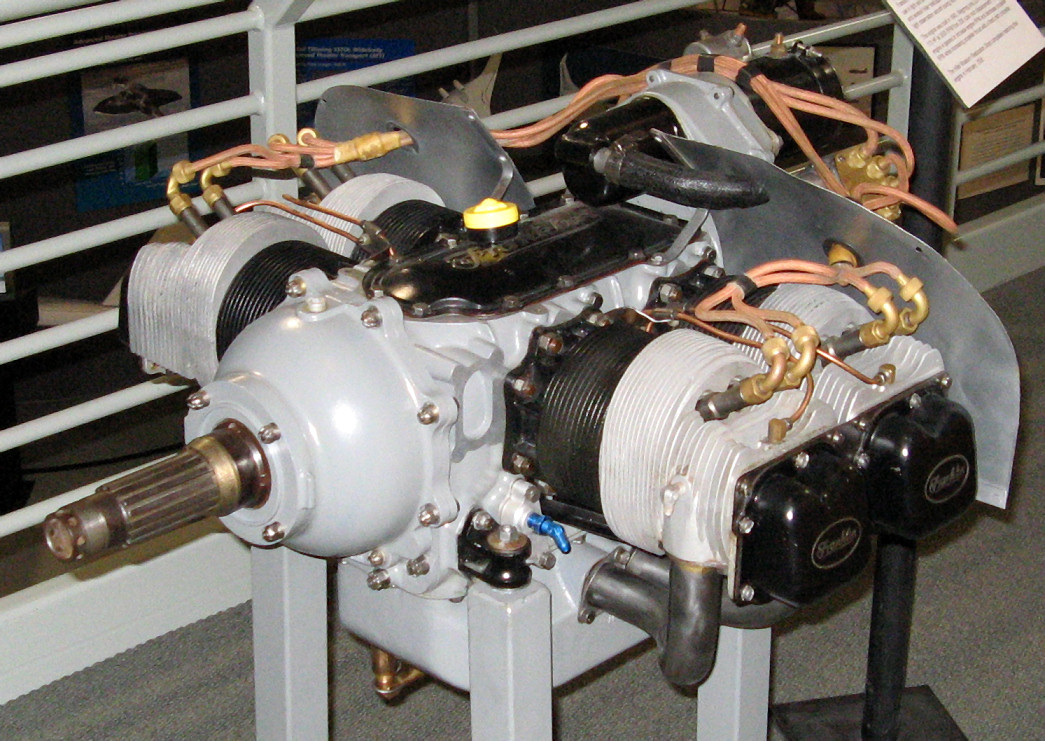
Um Franklin O-200.

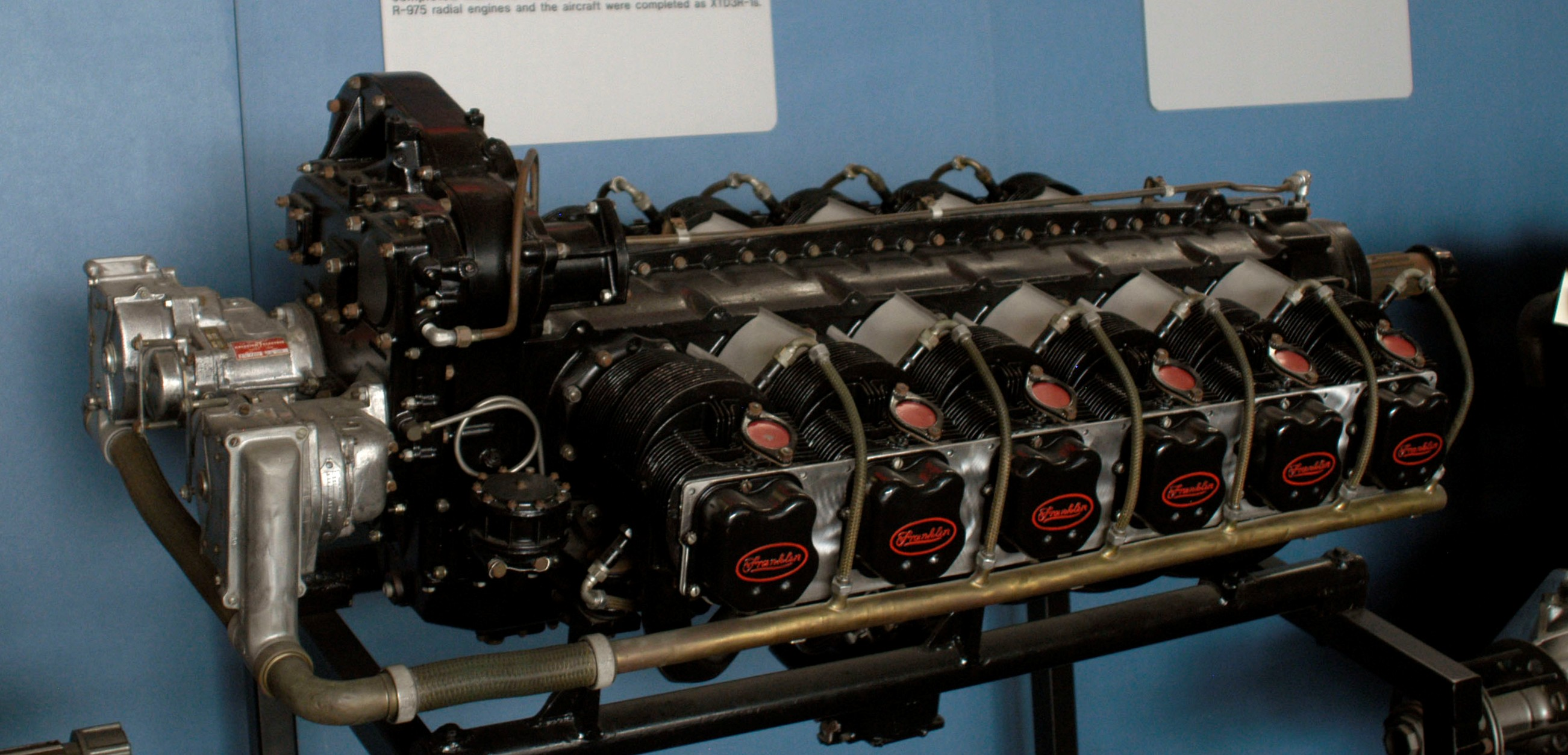
Um Franklin O-805.

| Nome do modelo | Configuração | Potência |
| -------------- | ------------ | -------- |
| Franklin O-110 | O2           | 45 hp    |
| Franklin O-120 | O2           | 60 hp    |
| Franklin O-150 | O4           | 40 hp    |
| Franklin O-170 | O4           | 60 hp    |
| Franklin O-175 | O4           | 80 hp    |
| Franklin O-180 | O4           | 80 hp    |
| Franklin O-200 | O4           | 65 hp    |
| Franklin O-225 | O4           | 75 hp    |
| Franklin O-235 | O4           | 125 hp   |
| Franklin O-265 | O6           | 110 hp   |
| Franklin O-300 | O6           | 130 hp   |
| Franklin O-335 | O6           | 225 hp   |
| Franklin O-350 | O6           | 235 hp   |
| Franklin O-400 | O8           | 235 hp   |
| Franklin O-405 | O6           | 200 hp   |
| Franklin O-425 | O6           | 240 hp   |
| Franklin O-500 | O6           | 215 hp   |
| Franklin O-540 | O8           | 300 hp   |
| Franklin O-595 | O12          | 300 hp   |
| Franklin O-805 | O12          | 450 hp   |